# Леслі Еґнот
Леслі Еґнот (англ. Leslie Egnot, 28 лютого 1963) — новозеландська яхтсменка.
Срібна призерка Олімпійських Ігор 1992 року в класі 470.